# أريوي (ثقافة)

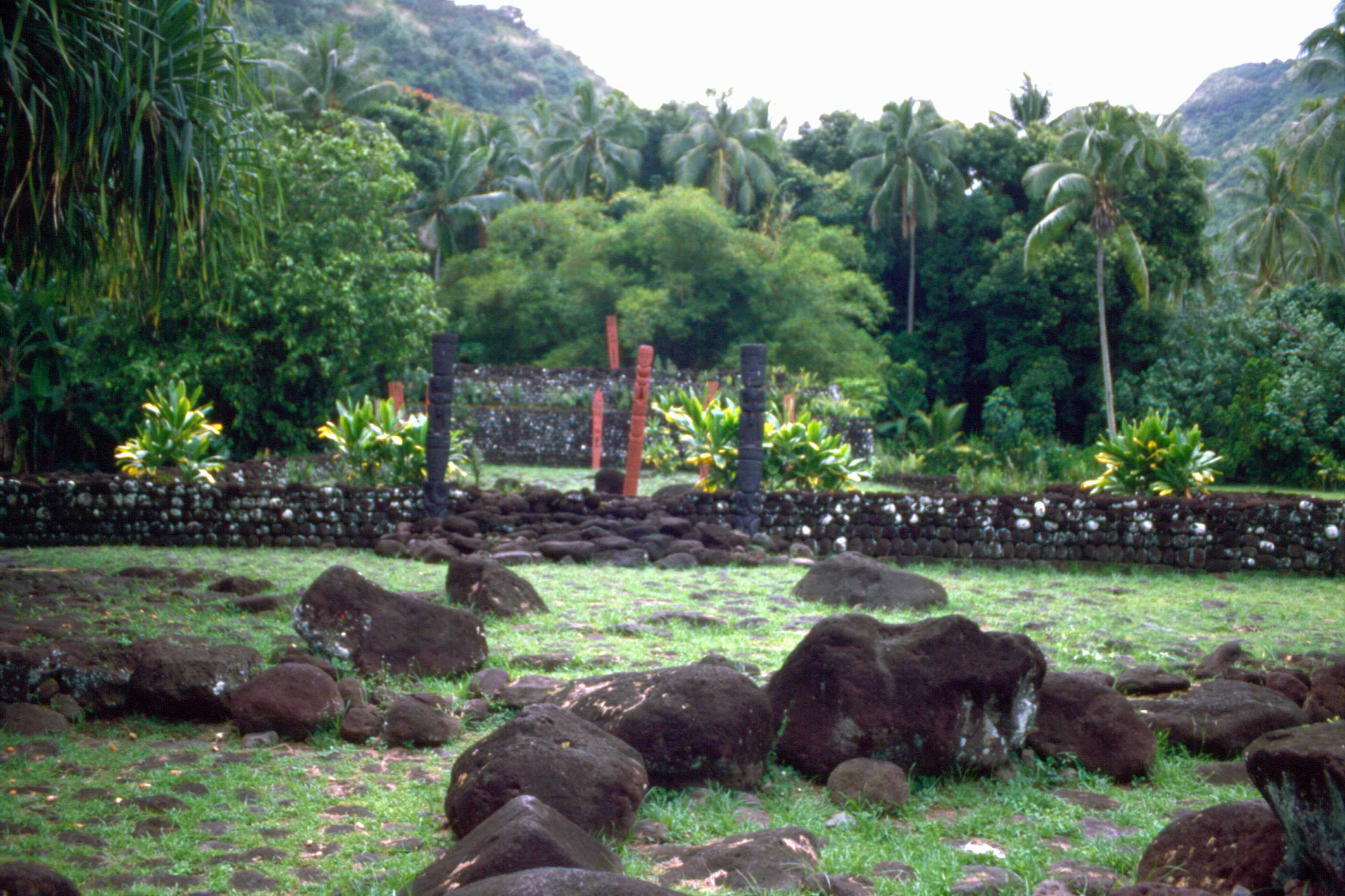
ماراي في وادي أراهوراهو في تاهيتي، بولينيزيا الفرنسية

أريوي (بالإنجليزية: Areoi) نظام المحارب الديني، في ميثولوجيا جزر تواموتو Tuamotu (بولينيزيا الفرنسية) وضعه الربان أورا تیتیفا -Ora Tetefa ويورو تيتيفا Uru - Tetefa، وهما ربان أخوان عاشا في السماء ولكنهما استقرا فيما بعد على الأرض. ويجند النظام أعضاءهما ليجعلهما من طبقة النبلاء، ويظلا بلا زواج.